# Henschel Hs 128
L'Henschel Hs 128 era un bombardiere d'alta quota bimotore ad ala bassa sviluppato dall'azienda tedesca Henschel Flugzeugwerke AG nei tardi anni trenta e rimasto allo stadio di prototipo.

## Storia del progetto
Nell'ambito del programma di riarmamento della Luftwaffe iniziato nel 1935 alcune proposte vennero presentate per iniziativa personale e non su una specifica emessa dal Reichsluftfahrtministerium (RLM), il ministero che nella Germania hitleriana aveva assunto la supervisione dell'intera aviazione tedesca. Tra questi la Henschel si orientò verso un velivolo capace di compiere operazioni di bombardamento da alta quota, pioniere di questa soluzione nell'aeronautica militare tedesca, per sfuggire in questo modo agli attacchi dei caccia nemici e dal fuoco di sbarramento delle postazioni contraerei che in quegli anni riuscivano ad arrivare ad una quota relativamente bassa.
Su consiglio del direttore dell'ufficio progetti Dr. Friedrich Seewald, che precedentemente era stato a capo del Deutsche Versuchsanstalt für Luftfahrt (DVL) e sviluppato dal Dipl.-Ing. Friedrich Nicolaus, il progetto venne presentato alla fine degli anni trenta riscuotendo un certo interesse nell'RLM, che lo approvò assegnando al nuovo velivolo la designazione ufficiale Hs 128 e richiedendo all'azienda, come da consuetudine, la fornitura di due prototipi per le valutazioni.
Il primo esemplare, l'Hs 128 V1 immatricolato con marche civili D-AHRD, venne portato in volo nel 1939 equipaggiato con due motori Daimler-Benz DB 601, un 12 cilindri a V rovesciata capace di esprimere, accoppiato ad un turbocompressore TK-9 azionato dai gas di scarico, una potenza pari a 950 PS (708 kW) ciascuno.
In questa configurazione, a causa della difficoltà di dimensionamento ed accoppiamento dei turbocompressori ed un conseguente malfunzionamento dell'impianto di sovralimentazione, l'Hs 128 V1 non riuscì a superare la quota di 10 000 m. Per ovviare al problema venne scelto di motorizzare il secondo prototipo con 2 Junkers Jumo 210, motore dalla medesima architettura dei DB 601 e che erano spesso scambiati tra loro nei prototipi dei velivoli tedeschi della fine degli anni trenta, accoppiato questa volta con dei turbocompressori TK 16.
Il prototipo Hs 128 V2 venne utilizzato per alcune prove di volo ma benché avesse raggiunto le specifiche imposte in sede progettuale e toccato con la nuova motorizzazione i circa 16 000 m di quota l'RLM non si dichiarò interessato al suo sviluppo, orientato invece verso i bombardieri tattici necessari alla blitzkrieg, e nel 1939 il progetto venne abbandonato.

## Tecnica
L'Hs 128 era un bimotore caratterizzato principalmente dall'adozione di un'ala ad alto valore di allungamento e dal carrello fisso.
La fusoliera, come l'intera struttura, era completamente metallica, con la cabina di pilotaggio ricavata in un'unica struttura chiusa e pressurizzata ed inserita, in posizione arretrata e a scalino, nella sezione davanti al bordo d'entrata alare. Posteriormente terminava in un grande impennaggio tradizionale monoderiva e con piani orizzontali a sbalzo.
La grande ala era montata bassa ed integrava le due gondole motore poste sul bordo d'entrata e che fornivano supporto anche al carrello d'atterraggio, un robusto biciclo completamente carenato integrato posteriormente da un ruotino d'appoggio posizionato sotto la coda.
La propulsione era affidata a due motori 12 cilindri a V rovesciata accoppiati a turbocompressori per aumentare la quota di ristabilimento, sul primo prototipo una coppia di Daimler-Benz DB 601 e sul secondo una di Junkers Jumo 210, che fornivano il moto a due eliche quadripala.

## Utilizzatori
Germania
- Luftwaffe